# Pompeu José
Pompeu José (Setúbal, 23 de maio de 1956) é um actor português.

## Filmografia

### Televisão
| Ano       | Projeto               | Personagem        | Canal | Notas                 |
| --------- | --------------------- | ----------------- | ----- | --------------------- |
| 1995      | Desencontros          | Barman            | RTP   | Pequena Participação  |
| 1999/2000 | Jornalistas           | Vítor             | SIC   |                       |
| 2000      | A Febre do Ouro Negro | pai do Chiquinho  | RTP   |                       |
| 2001      | A Senhora das Águas   | Joaquim           | RTP   |                       |
| 2002/2003 | O Último Beijo        | Dinis Firmino     | TVI   | Elenco Principal      |
| 2003      | Saber Amar            | Tolentino Vidal   | TVI   | Elenco Principal      |
| 2004      | Queridas Feras        | Sebastião         | TVI   | Pequena Participação  |
| 2006      | Quando os Lobos Uivam |                   | RTP   |                       |
| 2007      | Vingança              | Dr. Cavaleiro     | SIC   | Pequena Participação  |
| 2008      | Vila Faia             | José Balhão       | RTP   | Pequena Participação  |
| 2008      | Casos da Vida         | Bartolomeu        | TVI   | Pequena Participação  |
| 2009      | Liberdade 21          | Almerindo         | RTP   | Pequena Participação  |
| 2009      | Conta-me como Foi     | Domingos          | RTP   | Pequena Participação  |
| 2009      | Meu Amor              | Januário Fontes   | TVI   | Pequena Participação  |
| 2010/2011 | Laços de Sangue       | António Silva     | SIC   | Elenco Principal      |
| 2012      | Lua Vermelha          |                   | SIC   | Participação Especial |
| 2012      | Morangos com Açúcar   | Octávio           | TVI   | Elenco Principal      |
| 2013      | Maternidade           | Médico            | RTP   | Pequena Participação  |
| 2013      | Bem-Vindos a Beirais  | Aristides Galvão  | RTP   | Pequena Participação  |
| 2015      | Coração D'Ouro        | José Francisco    | SIC   | Pequena Participação  |
| 2016      | Rainha das Flores     | Severo            | SIC   | Pequena Participação  |
| 2017-18   | Jogo Duplo            | Telmo Carrapatoso | TVI   | Elenco Principal      |
| 2019      | Amar Depois de Amar   | Xavier            | TVI   | Elenco Principal      |
| 2020      | Quer o Destino        | Guilherme Maluco  | TVI   | Participação Especial |
| 2020-21   | Bem Me Quer           | Honório Raposo    | TVI   | Elenco Principal      |
| 2022      | Quero é Viver         | Quim              | TVI   | Pequena Participação  |

### Cinema
- Jaime, de António Pedro Vasconcelos, 1999
- A Bomba, de Leonel Vieira, 2002
- A Passagem da Noite (2003)